# 2 Ursae Majoris
2 Ursae Majoris (A Ursae Majoris) é uma estrela na direção da Ursa Major. Possui uma ascensão reta de 08h 34m 36.19s e uma declinação de +65° 08′ 43.0″. Sua magnitude aparente é igual a 5.47. Considerando sua distância de 158 anos-luz em relação à Terra, sua magnitude absoluta é igual a 2.04. Pertence à classe espectral A2m.